# Bolschoje Osjornoje
Bolschoje Osjornoje (russisch Большое Озёрное, deutsch Klein Sausgarten) ist ein Ort in der russischen Oblast Kaliningrad (Gebiet Königsberg (Preußen)) und gehört zur Gwardeiskoje selskoje posselenije (Landgemeinde Gwardeiskoje (Mühlhausen)) im Rajon Bagrationowsk (Kreis Preußisch Eylau).

## Geographische Lage
Bolschoje Osjornoje liegt zwei Kilometer nördlich der russisch-polnischen Staatsgrenze und drei Kilometer östlich von Bagrationowsk (Preußisch Eylau) an einer Nebenstraße, die die Rajonshauptstadt mit Jagodnoje (Kapsitten, 5 Kilometer) und Domnowo (Domnau, 10 km) – beide schon im Rajon Prawdinsk (Kreis Friedland (Ostpr.)) gelegen – verbindet.
Die nächste Bahnstation ist Bagrationowsk und liegt an der Bahnstrecke, die von Kaliningrad (Königsberg) kommend hier endet – ein verbliebenes Teilstück der ehemaligen Ostpreußischen Südbahn.

## Geschichte
Die bis 1946 Klein Sausgarten genannte Landgemeinde gehörte zwischen 1874 und 1945 zum Amtsbezirk Loschen (russisch: Lawrowo, nicht mehr existent) im Landkreis Preußisch Eylau im Regierungsbezirk Königsberg der preußischen Provinz Ostpreußen.
Im Jahre 1910 wurden in Klein Sausgarten 135 Einwohner registriert. Ihre Zahl stieg am 30. September 1928, als nämlich die Nachbargutsbezirke Auklappen (heute russisch: Maloje Osjornoje) und Melonkeim (Borowoje) in die Landgemeinde Klein Sausgarten eingemeindet wurden: 1933 betrug die Einwohnerzahl 303, 1939 noch 274.
Infolge des Zweiten Weltkrieges kam Klein Sausgarten mit dem nördlichen Ostpreußen 1945 zur Sowjetunion und erhielt 1946 die russische Bezeichnung „Bolschoje Osjornoje“. Bis zum Jahr 2009 war der Ort in den Nadeschdinski sowjet (Dorfsowjet Nadeschdino (Lampasch)) eingegliedert und ist seither – aufgrund einer Struktur- und Verwaltungsreform – eine als „Siedlung“ (russisch: possjolok) eingestufte Ortschaft innerhalb der Gwardeiskoje selskoje posselenije (Landgemeinde Gwardeiskoje (Mühlhausen)) im Rajon Bagrationowsk.

## Kirche
Die mehrheitlich evangelische Bevölkerung Klein Sausgartens war vor 1945 in das Kirchspiel Schmoditten (heute russisch: Rjabinowka) eingepfarrt und gehörte zum Kirchenkreis Preußisch Eylau (Bagrationowsk) innerhalb der Kirchenprovinz Ostpreußen der Kirche der Altpreußischen Union.
Heute liegt Bolschoje Osjornoje im Einzugsgebiet der in den 1990er Jahren neu gebildeten Dorfkirchengemeinde in Gwardeiskoje (Mühlhausen). Sie ist eine Filialgemeinde der Auferstehungskirche in Kaliningrad (Königsberg) und gehört zur Propstei Kaliningrad der Evangelisch-lutherischen Kirche Europäisches Russland (ELKER).

## Gedenkkreuz „Schlacht bei Preußisch Eylau“
Westlich von Bolschoje Osjornoje steht auf einem 88,7 Meter hohen Hügel ein Gedenkkreuz in russischer Form und erinnert an die Schlacht bei Preußisch Eylau im Jahre 1807 während der Napoleonischen Kriege.

## Söhne und Töchter des Ortes
- August Boldt (1838–1899), deutscher Lehrer, Autor und plattdeutscher Schriftsteller
- Heinz Bäskau (1925–2015), deutscher Sportpädagoge